# Pierre Carlier
Pierre Carlier (ur. 3 grudnia 1915) – szwajcarski koszykarz, uczestnik Letnich Igrzysk Olimpijskich 1936.
Na igrzyskach w Berlinie reprezentował swój kraj w turnieju koszykówki. Wraz z kolegami zajął ex aequo 9. miejsce.